# Sergio De Pilato
Sergio De Pilato (Potenza, 25 marzo 1875 – Potenza, 4 aprile 1956) è stato un giurista e critico letterario italiano.

## Biografia
Nato da Gerardo, originario di Oppido Lucano, e Ester Albarella D'Afflitto, napoletana, in giovane età si spostò a Napoli per frequentare l'università, conseguendo la laurea in giurisprudenza all'età di 20 anni.
De Pilato si avviò da giovane, come tradizione delle famiglie borghesi potentine, sulla strada della giurisprudenza: fu vice segretario del “Circolo giuridico napoletano” e componente della redazione della rivista “Il progresso giuridico”, dedicandosi nel contempo alla pubblicazione di suoi scritti letterari in prosa e in versi su “Il Mattino”, con lo pseudonimo di Almansor. Si diede, poi, all'avvocatura e al giornalismo e tra il 1901 e il 1902 fu tra i fondatori della rivista giuridica “La temi Lucana: rivista mensile di dottrina e di giurisprudenza”, che uscì tra il luglio del 1901 ed il 1902. Collaborò anche per altre testate come La squilla lucana, Il lucano, Il gagliardetto lucano e Giornale della Basilicata, di cui resse la redazione dal 1921 al 1926.
Il provincialismo imperante nella conduzione del diritto avrebbe poi portato de Pilato a lasciare definitivamente l'avvocatura e lo studio della giurisprudenza nel 1945.
De Pilato fu altresì direttore della Biblioteca provinciale di Potenza nel periodo compreso tra il 1911 ed il 1941, oltre ad rivestire la carica di pretore nel periodo 1914-18, occupandosi di diritto civile e militare, oltre che di diritto penale, come testimonia la sua collaborazione, nel 1931, alla rivista «Basilicata forense». Morì a Potenza nel 1956.

## Opere
De Pilato autore di diverse opere erudito-letterarie su autori quali Orazio, Balzac, Carducci e di saggi storici sul brigantaggio e il folklore lucano. La sua bibliografia, curata da Tommaso Pedio, è piuttosto vasta e variegata, comprende 135 tra volumi, articoli e saggi storici.
Tra le numerose opere di De Pilato spiccano, comunque, nel campo della ricerca storico-erudita:
- l'importante Saggio bibliografico sulla Basilicata, pubblicato grazie al sostegno materiale e morale di Giustino Fortunato (Potenza, Garramone e Marchesiello, 1914);
- Fondi, cose e figure di Basilicata, Roma, P. Maglione & G. Strini Succ. Loescher, 1922; Leggende sacre di Basilicata, Napoli, Giannini, 1925;
- Il 1799 in Basilicata, Tivoli, Arti Grafiche A. Chicca, 1939.

Tra gli studi di diritto: 
- il giovanile Sulla Delegazione dei Consoli in materia di pruove, Napoli, Tip. Di Gennaro M. Priore, 1899;
- il saggio letterario-giuridico Balzac e il mondo giudiziario, Napoli, Edizioni La Toga, 1937;
- Ricordi e confessioni di vita giudiziaria, Potenza, Tip. Cappiello, 1945;
- Di alcune viziose maniere di giudicare in civile, Potenza, tip. Giornale di Basilicata, 1932 (già pubblicato in «Basilicata Forense» I (1931), n.3).

### Giudizio storico
Non è facile, comunque, una delineazione della figura complessiva di de Pilato, sia come studioso del diritto che come ricercatore, bibliofilo, storico, erudito che dir si voglia. Di certo va detto che, come Tommaso Pedio, l'esperienza giuridica gli consentì una maggiore padronanza delle fonti e gli fece acquisire quel metodo di ricerca e consultazione che, ancorché basato solo su fonti edite, costituiva un'esigenza ormai irrinunciabile della nuova ricerca lucana nella prima metà del Novecento.